# 사토 신이치
사토 신이치(일본어: 佐藤 真一, 1975년 9월 14일 ~ )는 일본의 전 축구 선수이다.

## 구단 경력
1994년 재팬 풋볼 리그의 세레소 오사카에 입단했다. 1994년 재팬 풋볼 리그 우승으로 J1리그로 승격했다. 1997년 재팬 풋볼 리그의 사간 도스로 이적했다. 1999년 J2리그로 승격했다. 1999년까지 57경기에 출전하여, 7득점을 넣었다. 1999년후 현역 은퇴.